# Coluna de Julho
A Coluna de Julho é uma coluna erguida na Praça da Bastilha em Paris, entre 1835 e 1840, em comemoração aos três dias da Revolução de Julho ocorrida em 1830, conhecida como Os Três Gloriosos, que provocou a queda de Carlos X e do Regime da Restauração e o estabelecimento da Monarquia de Julho, com o reinado de Luís Filipe I, duque de Orleans, que se tornou rei dos franceses.
Em uma placa na parte inferior da coluna está escrito: 
| “ | À la gloire des citoyens français qui s'armèrent et combattirent pour la défense des libertés publiques dans les mémorables journées des 27, 28, 29 juillet 1830. | ” |

 O eixo da coluna traz os nomes das vítimas dos dias revolucionários de julho de 1830 e o topo é adornado com uma escultura de bronze dourado de Auguste Dumont: O Gênio da Liberdade. Por fim, a coluna é construída sobre uma necrópole que acolhe os corpos dos revolucionários que caíram durante os dias de julho.

## Os monumentos predecessores

### A Guilhotina do ano II
No prairial do Ano II, durante o Grande Terror, a guilhotina deixou a Praça da Revolução (Praça da Concórdia) para se estabelecer no local da Bastilha. Os habitantes protestaram e ele só poderia funcionar por três dias e ainda fazer 75 vítimas, antes de ser instalado na Place du Trône-Renversé (Place de la Nation).

### A Fonte da Regeneração

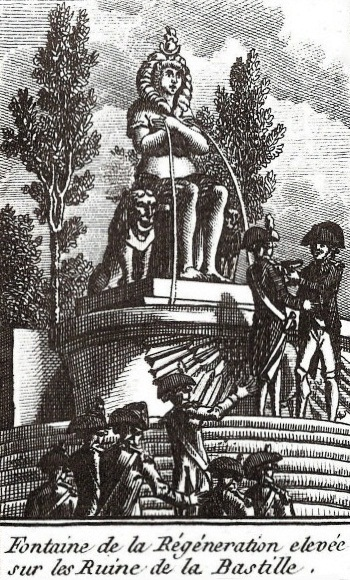
A Fonte

Desde 16 de junho de 1792, foi decidido que o local da Bastilha formaria uma praça denominada "da Liberdade" e que uma coluna seria erguida aí, mas primeiro foi instalada aí a Fonte da Regeneração para 10 de agosto de 1793, esteve no centro da Festa da Unidade e da Indivisibilidade da República. Esta festa revolucionária organizada por Jacques Louis David e desenhada por Hérault de Séchelles, foi a mais importante das cerimônias revolucionárias. Um orçamento de dois milhões foi alocado a ela pela Convenção. O percurso previsto para a procissão teve cinco " estações " simbólicas da Revolução: do Campo de Marte à Bastilha, passando pela Praça da Concórdia.
A fonte comemorava a captura das Tulherias em 1792. Esta fonte de estilo egípcio era uma alegoria da Nação, cuja água saía dos seios em dois jatos coletados em uma bacia. Foi atribuída ao pintor e escultor neoclássico Jacques-Louis David.

### O Elefante de Napoleão

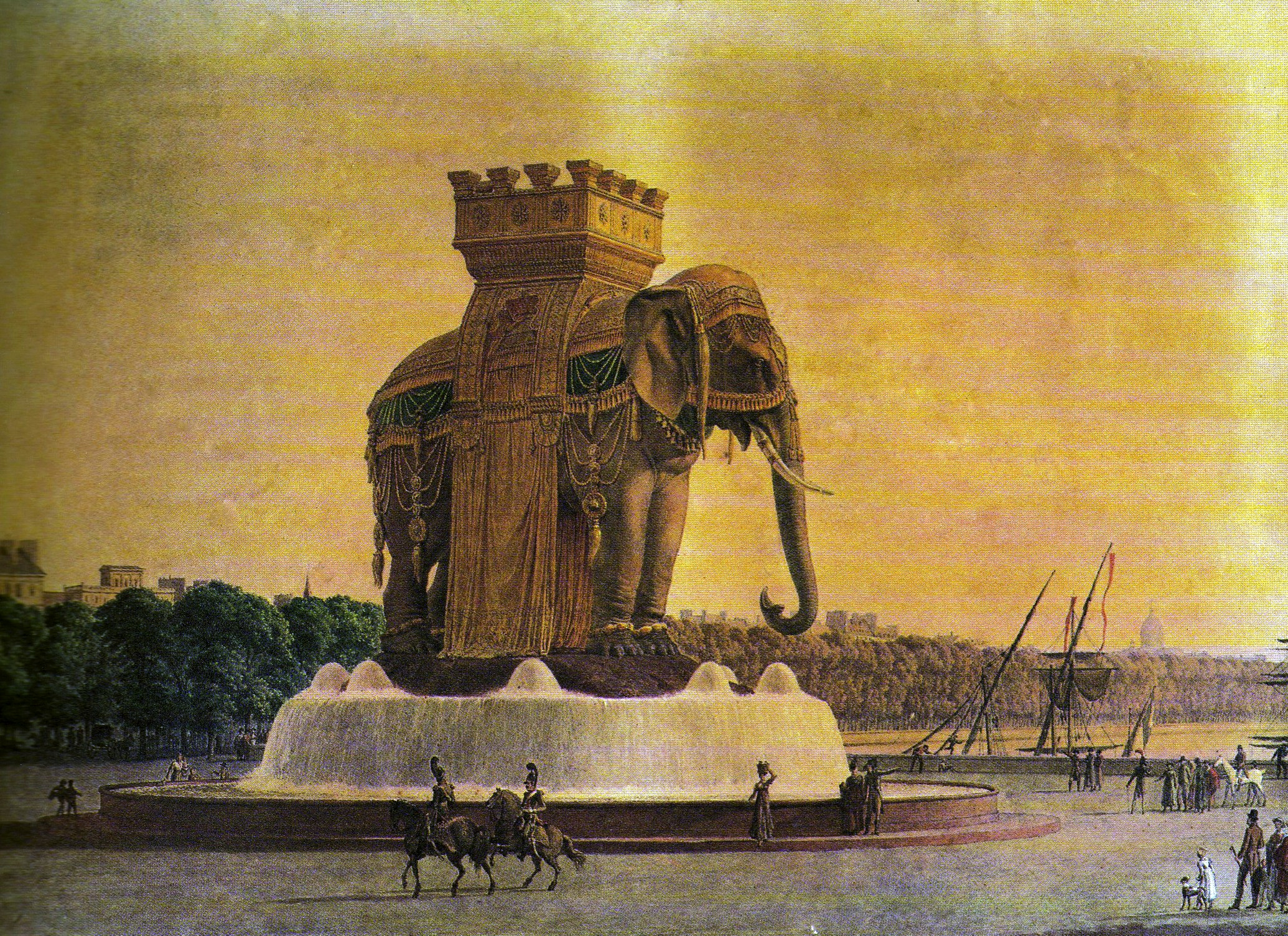
O elefante

Sob o Império, foram feitos planos para decorar a praça com uma grande fonte, alimentada pelo Canal de l'Ourcq no centro das principais obras então empreendidas para fornecer água potável a Paris. Se imagina então acima da fonte uma escultura antiga de elefante militar em bronze. O elefante devia ter 16 metros de comprimento e 15 metros de altura (24 metros na base da fonte). A primeira pedra do pedestal foi colocada em 2 de dezembro de 1808 pelo Ministro do Interior, para comemorar o quarto aniversário da coroação de Napoleão I. Uma escada em espiral permitiria subir por dentro do animal para acessar uma plataforma de observação no topo de sua torre. Jean-Antoine Alavoine retomou a obra do arquiteto Jacques Cellerier e plantou a base da fonte, que é a atual base da Coluna de Julho. Ergueu a sul da praça uma maquete em tamanho natural, em madeira e gesso, que permaneceu até 1846.

## História da Coluna

### A coluna dosTrês Dias Gloriosos

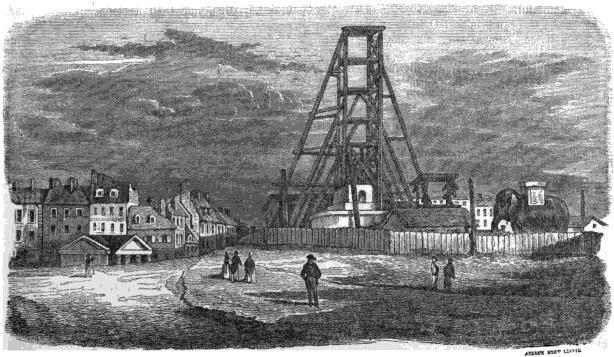
A construção da coluna em 1837

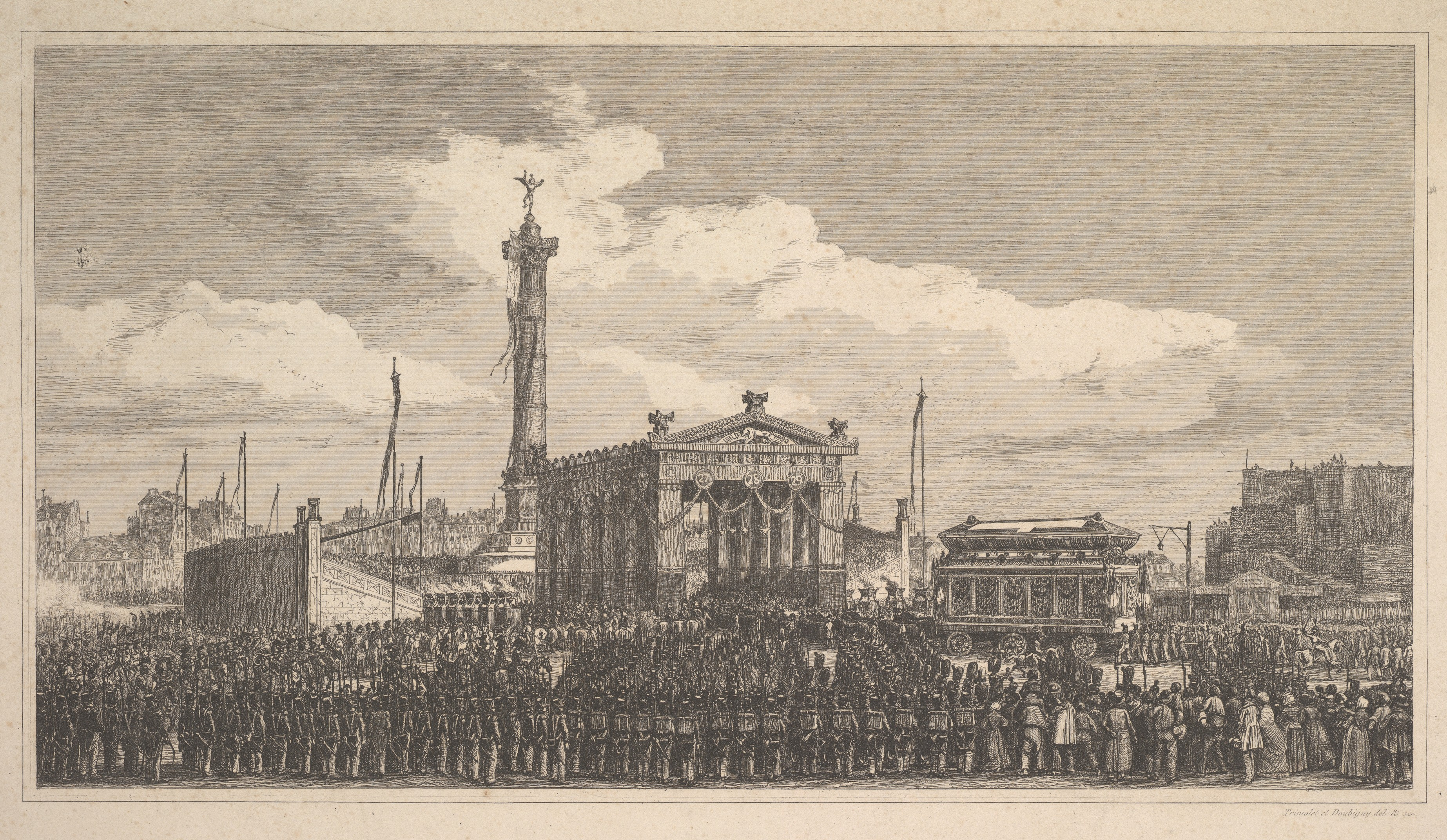
Inauguração da coluna em 1840

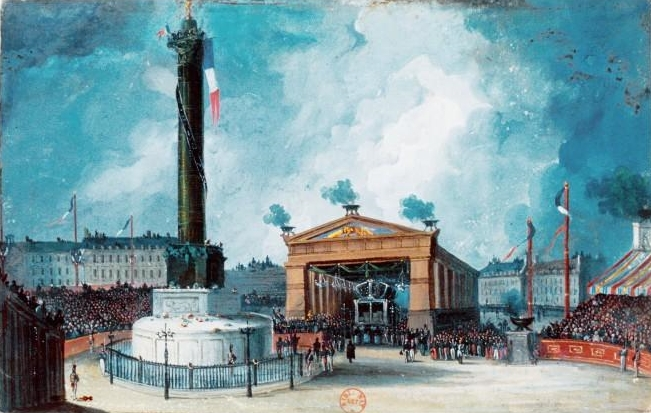
Outra imagem da inauguração

Uma ordenança real, de 6 de julho de 1831, prescreveu a construção de um monumento fúnebre em homenagem às vítimas dos três dias. Em 27 de julho de 1831, Luís Filipe colocou a primeira pedra da Coluna, em homenagem aos Três Dias Gloriosos.
Inspirada na Coluna de Trajano de Roma, ela foi projetada pelo arquiteto Jean-Antoine Alavoine. O trabalho só começou em 1835, quando as peças de bronze foram fundidas. A decoração foi realizada em 1839 pelo arquiteto Joseph-Louis Duc e a coluna foi concluída em 1840 para comemorar os dez anos da revolução.
A coluna de julho é da ordem coríntia; inscrições, palmas, coroas de imortelas, ramos de carvalho, as armas da Cidade, o galo gaulês e o leão, símbolo astronômico do mês de julho, adornam o pedestal.
No poço, dividido em três partes, os nomes das vítimas estão gravados em letras douradas. A capital sustenta uma estátua executada por M. Dumont: é o Gênio da Liberdade segurando uma tocha em uma mão, ferros quebrados na outra e abrindo suas asas.
Subimos duzentos e quarenta degraus para chegar ao topo.
Todo o bronze utilizado tem uma enorme massa de 179 500 kg. Do solo até a tocha segurada pela estátua, o monumento tem 50.33 metros de altura.
Para sua inauguração, em 28 de julho de 1840, o governo francês queria celebrar com grande pompa a transferência dos corpos dos revolucionários de 1830. O Ministro do Interior Charles de Rémusat encomendou uma sinfonia de Hector Berlioz, que compôs o Grande Sinfonia Fúnebre e Triunfal. Berlioz, com uniforme da Guarda Nacional e andando de costas, liderou ele próprio uma grande banda militar de duzentos músicos que contratou para acompanhar a procissão. Uma medalha comemorativa foi gravada para a ocasião por [[]] [Jean-Pierre Montagny]. Outra medalha foi gravada por François Augustin Caunois.

### A Revolução de 1848

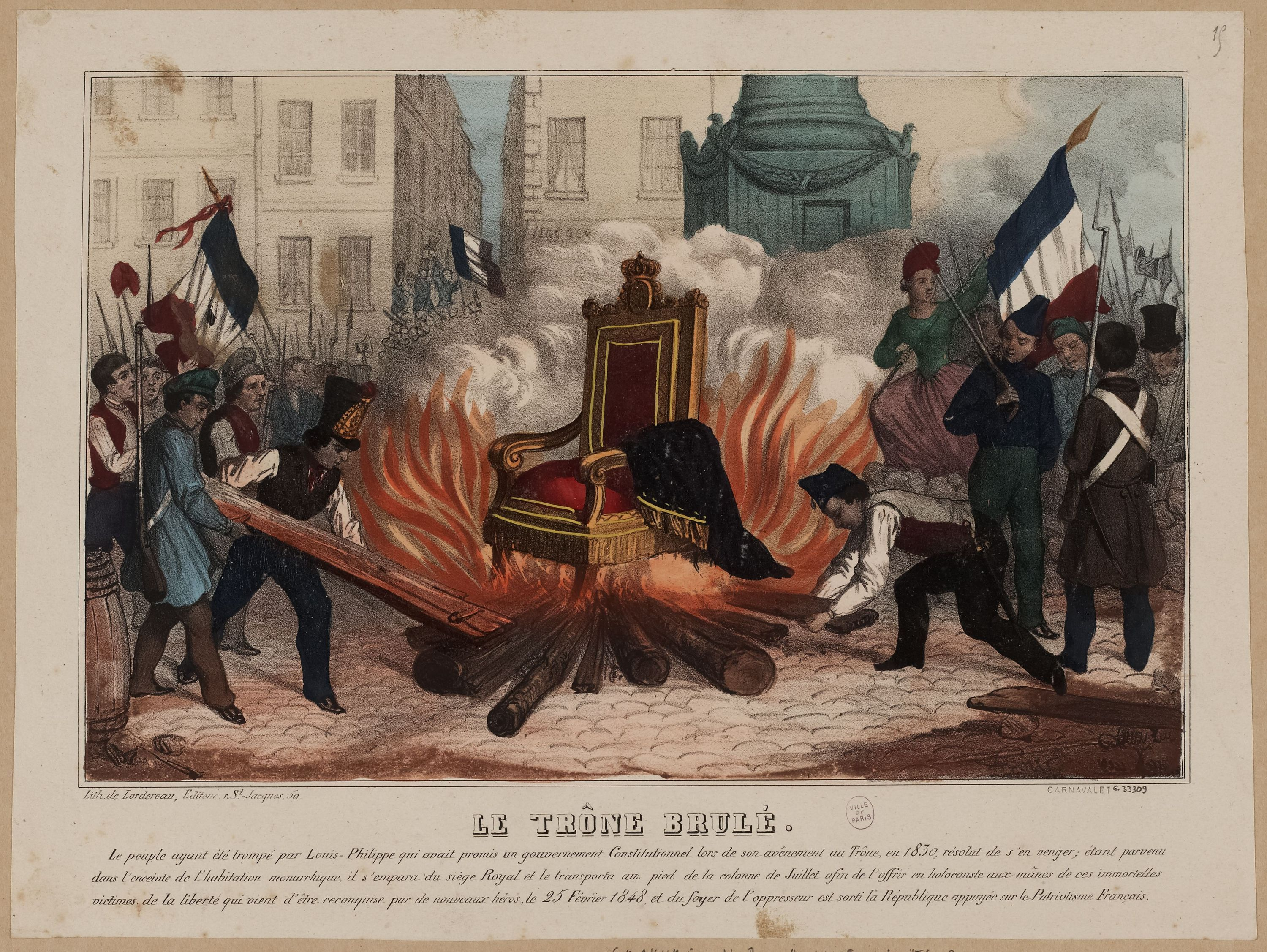
O trono de Luís Filipe foi queimado na Place de la Bastille em 25 de fevereiro de 1848

Em 25 de fevereiro durante a Revolução de 1848, os parisienses após a fuga do rei Luís Filipe levaram seu trono das Tulherias à Bastilha, onde foi finalmente queimado ao pé da Coluna de Julho.
Foram adicionados 196 despojos das vítimas dos motins que derrubaram Luís Filipe

### A Comuna de Paris

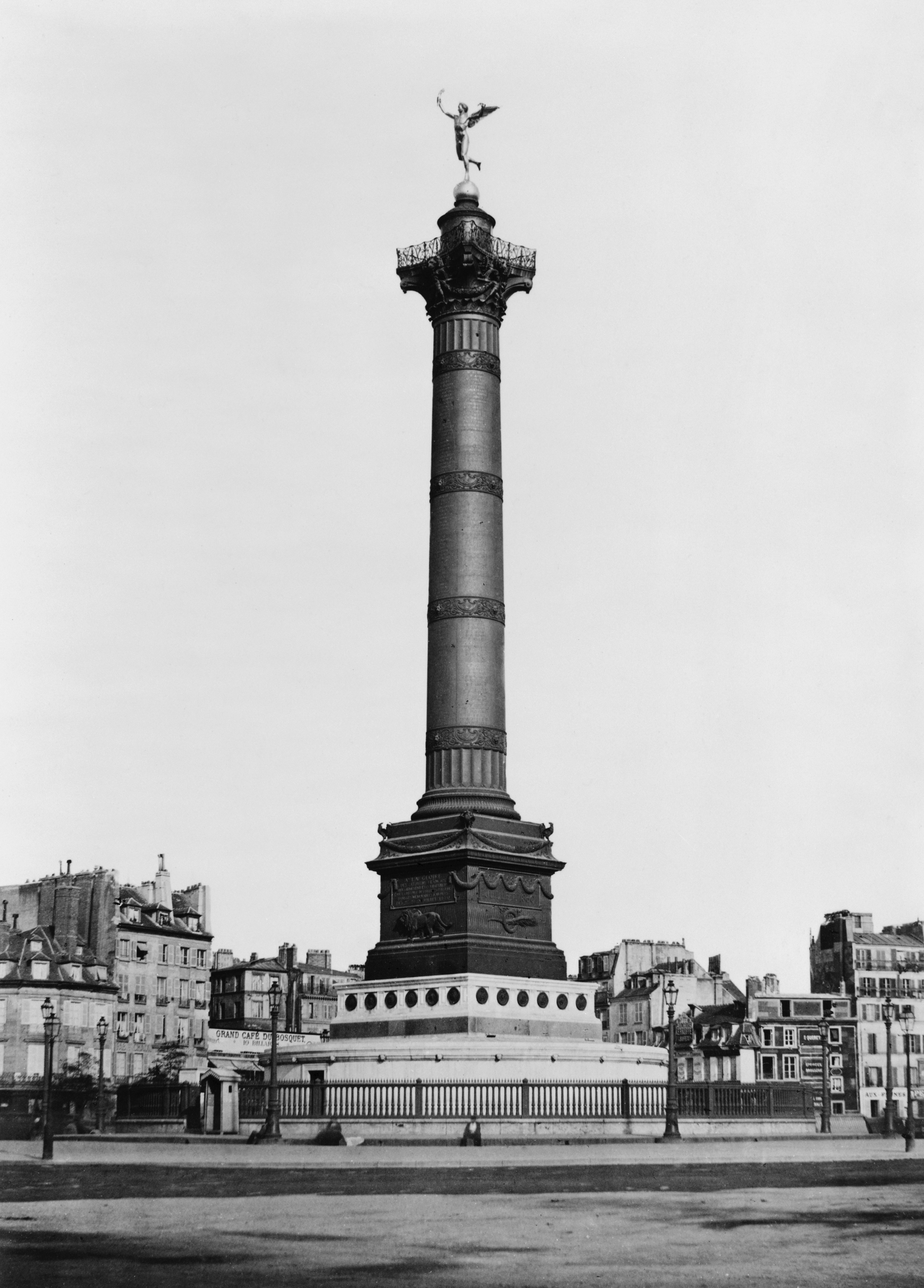
Foto de Édouard Baldus por volta de 1851-1870.

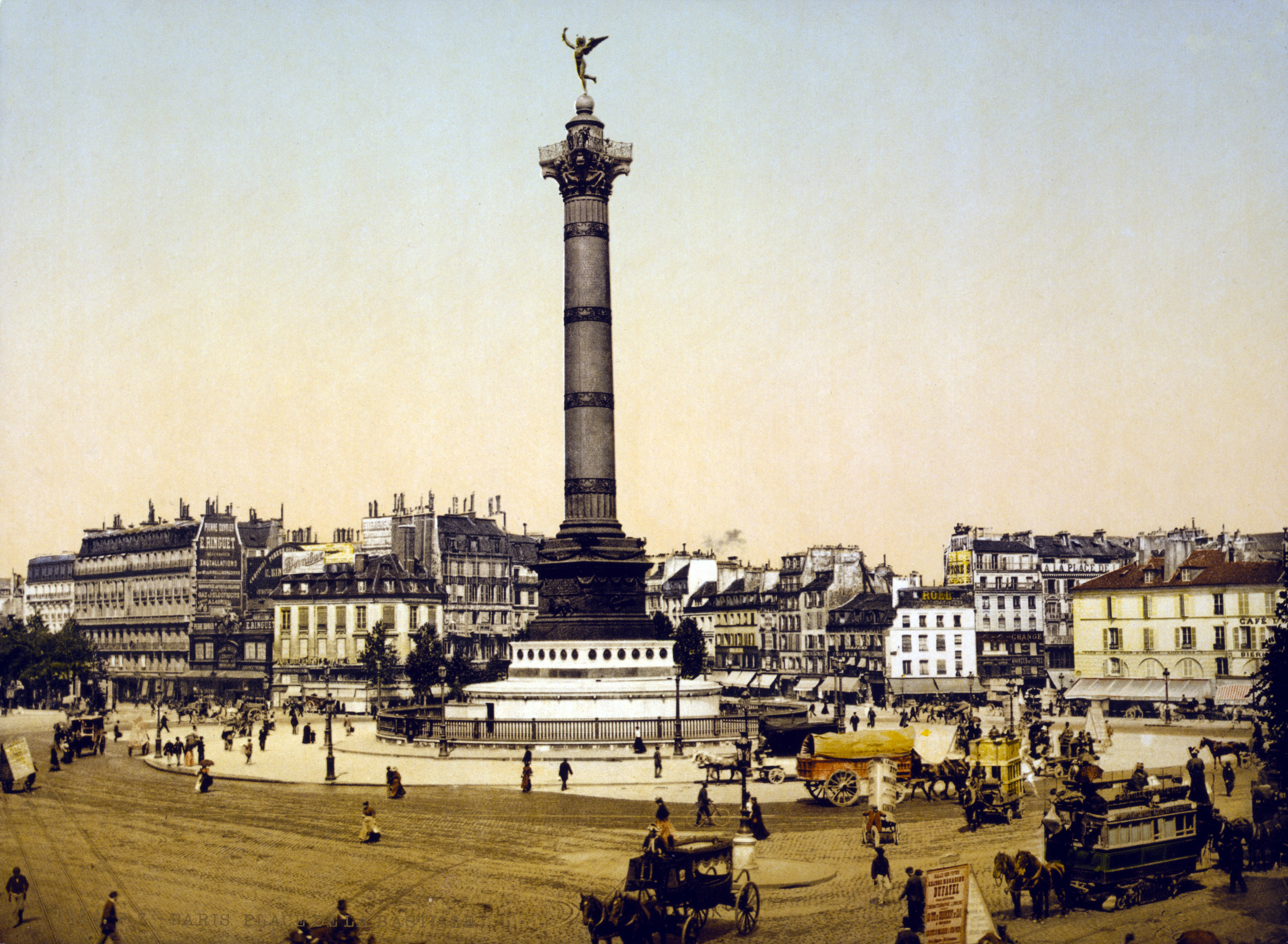
Coluna de Julho no final do século XIX

Durante o cerco da capital pelas tropas prussianas, de setembro de 1870 ao final de janeiro de 1871, a Place de la Bastille e sua coluna permaneceram sinais essenciais de pertencimento aos republicanos parisienses. Nos dias 24, 25 e 26 de fevereiro de 1871, quando o Governo da Defesa Nacional assinou um armistício vinculante com o Chanceler Otto von Bismarck, a comemoração da revolução de 1848 e a proclamação da Segunda República em 24 de fevereiro de 1848 reuniram vários milhares de cidadãos guardas. O lugar de destaque da coluna na semiótica republicana foi tão grande que pode ser considerado fator determinante no sangrento episódio de 26 de fevereiro de 1871. A presença do oficial de segurança, brigadeiro Bernardin Vincenzini, durante a comemoração, pode ser vista como uma provocação. Ele foi vítima de um violento linchamento e, em seguida, condenado à morte por afogamento.
Depois de 18 de março, e a instalação da Comuna eleita do 28 do mesmo mês, o lugar e seu monumento permaneceu "no coração da popular de Paris", onde os guardas e barcaças nacionais federados continuou a se reunir para reuniões ou manifestações. Situada na encruzilhada dos bairros mais comunalistas da capital, a Bastilha foi um dos pontos estratégicos onde os exércitos do governo de Thiers enfrentaram forte resistência durante a "Semana Sangrenta".
Os escritores "versaillais", depois dos acontecimentos, tentaram desacreditar a ação dos federados, e mais geralmente dos partidários da Comuna, numa intensa luta memorial que estruturou de forma duradoura a memória do último episódio revolucionário francês do século XIX.
Alguns afirmaram que os insurgentes parisienses tentaram destruir a coluna. Essas fontes, retomadas por historiadores como Henri Guillemin, mas também por comentaristas como Lorànt Deutsch com seu Métronome, alegaram que o fogo de artilharia das alturas de Montmartre deliberadamente atingiu este "altar da República". Recentes descobertas documentais, nos arquivos dos Sapeurs Pompiers de Paris, em particular, atestam uma tentativa de destruição pelo transporte sob a base da coluna, via Canal Saint-Martin, uma barcaça carregada de combustível e explosivos. A infeliz manobra teria apenas o efeito de consumir os ossos ali depositados solenemente.
No entanto, alguns duvidam fortemente da veracidade do tiro de canhão. Ainda assim, o caráter unânime do amor popular pela coluna não é uma evidência universal.

### Período contemporâneo
Listada pela primeira vez em 1926, a coluna foi classificada ao título dos monumentos históricos por decreto de 29 de setembro de 1995. Esta classificação inclui a coluna em si, bem como os arranjos funerários subterrâneos, as fundações, a grade da cerca e os pequenos pavilhões de entrada adjacentes.

## Descrição física

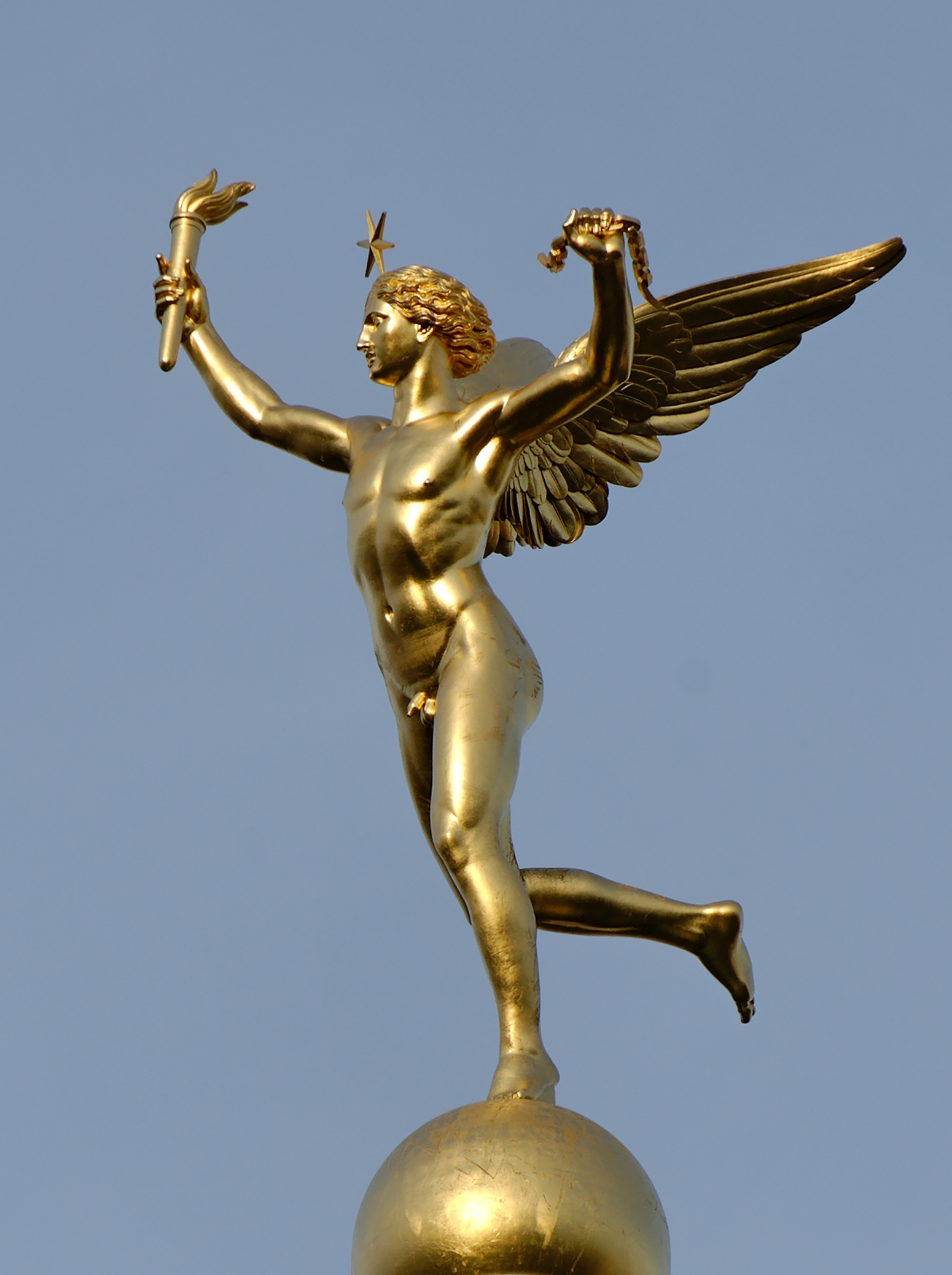
O Gênio da Liberdade

A altura total do edifício é de 50.52 m incluindo toda a estrutura que atravessa o canal.
- A abóbada ogival, que atravessa o Canal Saint-Martin, foi destinada à Fonte do Elefante e contém as antigas abóbadas construídas para conter os tubos; estes foram atribuídos aos restos mortais das 504 vítimas dos dias revolucionários de julho de 1830 transferidos do Jardin de l'Infante, e cerca de 200 restos da revolução de 1848. Múmias, trazidas da Campanha do Egito, que foram danificadas nos porões do Museu do Louvre, foram enterradas nos jardins da Biblioteca Nacional, no Louvre, no mesmo lugar que os corpos dos insurgentes de 1830 e transferidos por engano; assim, várias múmias egípcias ainda repousam sob a Coluna de Julho.[14][15][16][17]
- Primeira base de mármore vermelho, circular
- Segunda base em mármore branco, circular e com 3 metros. Em sua cornija: 24 cabeças de leão com bocas abertas descarregando água da chuva.
- A terceira base quadrada, em mármore branco, carrega 24 medalhões circulares representando: a cruz de julho, uma cabeça da Medusa, a Carta de 1830 e a balança da justiça.
- A base da coluna é em bronze. É encimada por quatro galos galos, colocados em ângulos, e inclui uma escultura de um leão de Antoine-Louis Barye.
- O fuste da coluna é em bronze, com 23 metros, e é formado por 21 tambores cilíndricos. Quatro colares dividem o barril em três partes que simbolizam os Três Dias Gloriosos e onde estão gravados os nomes das 504 vítimas dos Dias da Revolução de Julho. Sobre esses colares estão 16 cabeças de leão, que iluminam o interior da coluna.
- Capitel composto, com no meio de cada um dos lados do cortador uma cabeça de leão encimando um pequeno Gênio que adorna a cesta do capitel.
- A balaustrada que aperta o cortador envolve uma lanterna encimada por uma bola, ela própria ostentando O Gênio da Liberdade.
- O Gênio da Liberdade representa "Liberdade que voa quebrando correntes e semeando luz". Ele está nu, com o pé esquerdo apoiado na esfera, a perna direita erguida, as asas estendidas, uma estrela na testa. Na mão esquerda ele segura uma corrente quebrada e na direita a tocha da civilização. Esta escultura de bronze dourado foi feita por Auguste Dumont.[18]

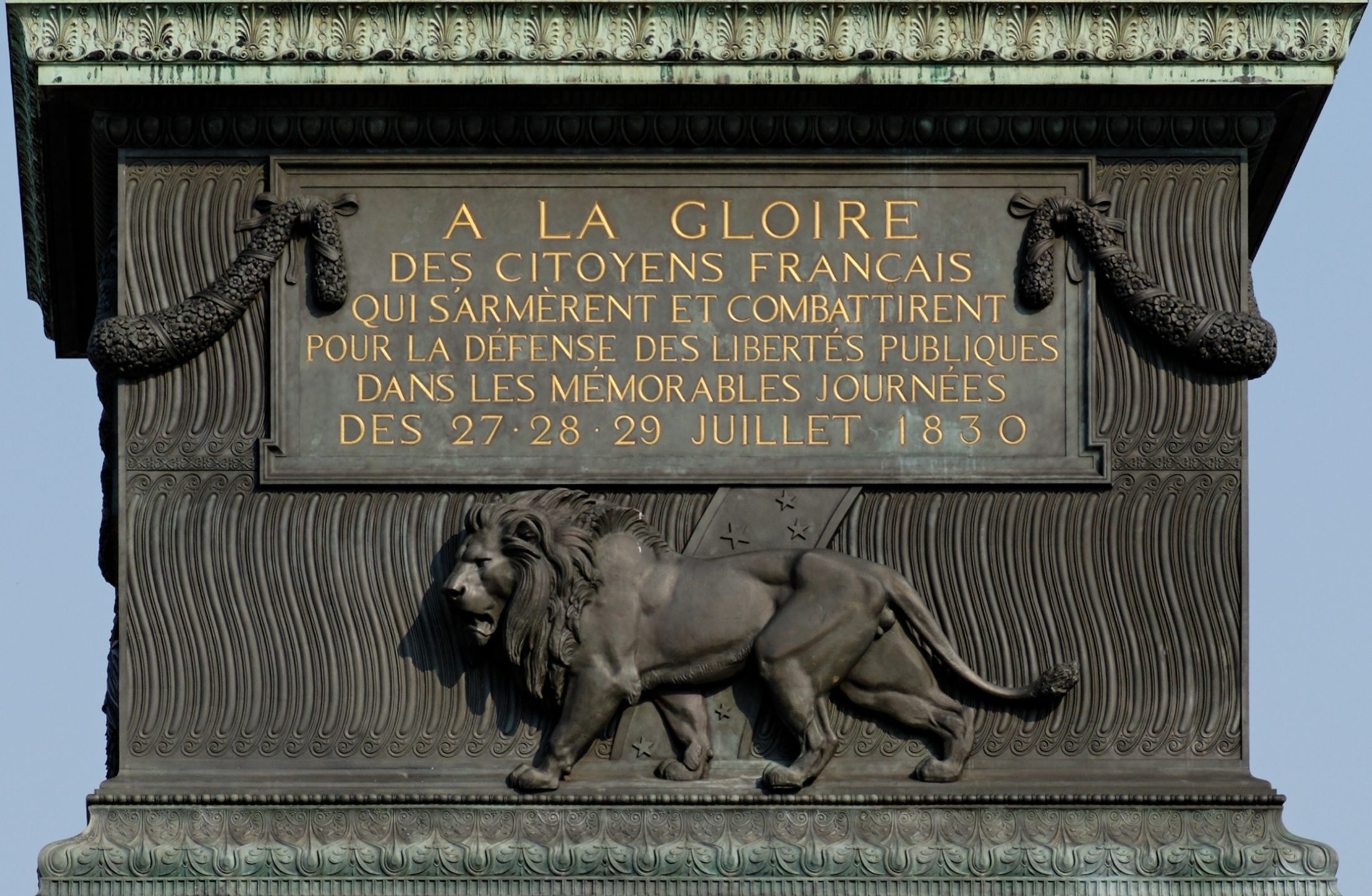
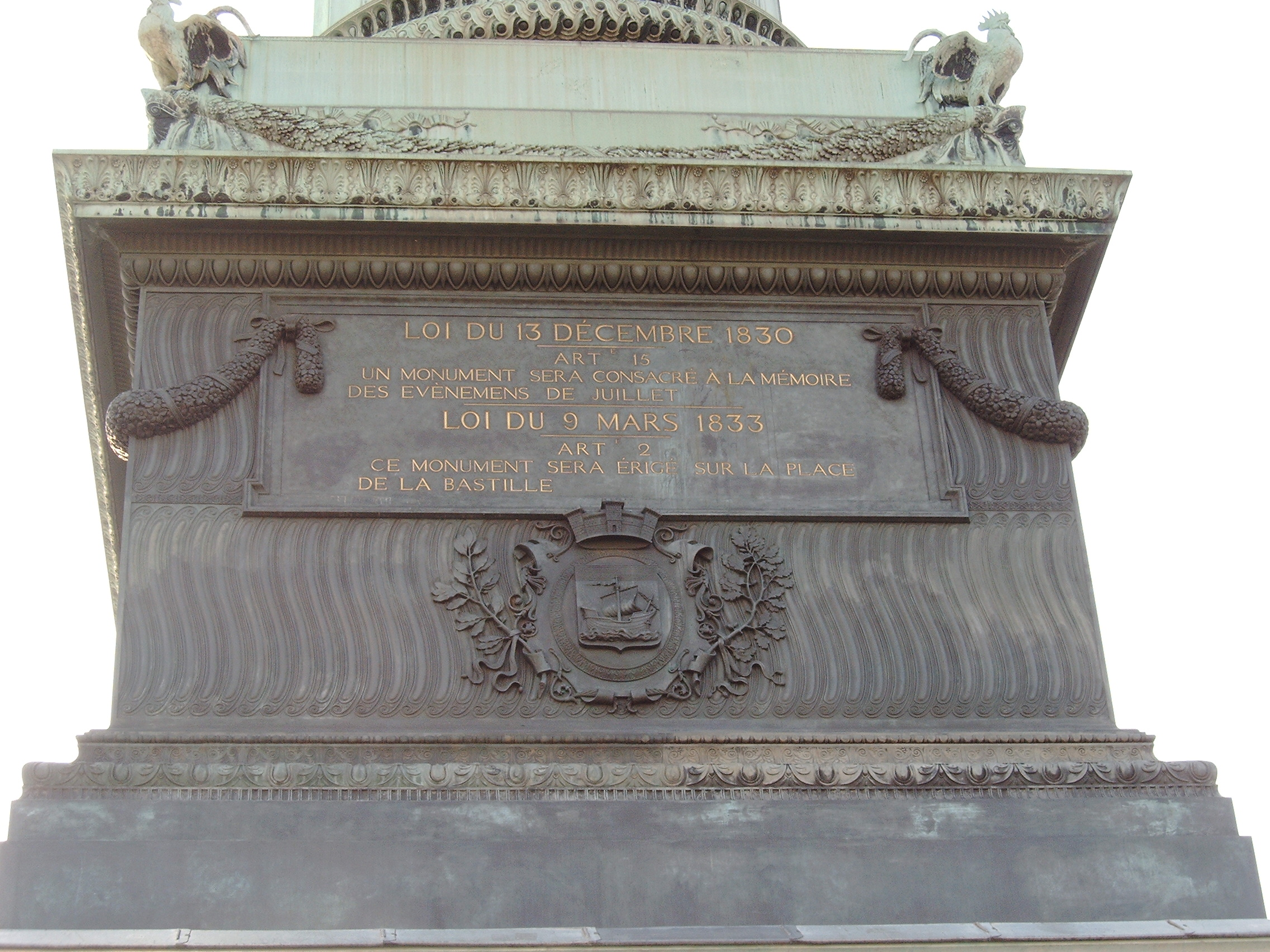
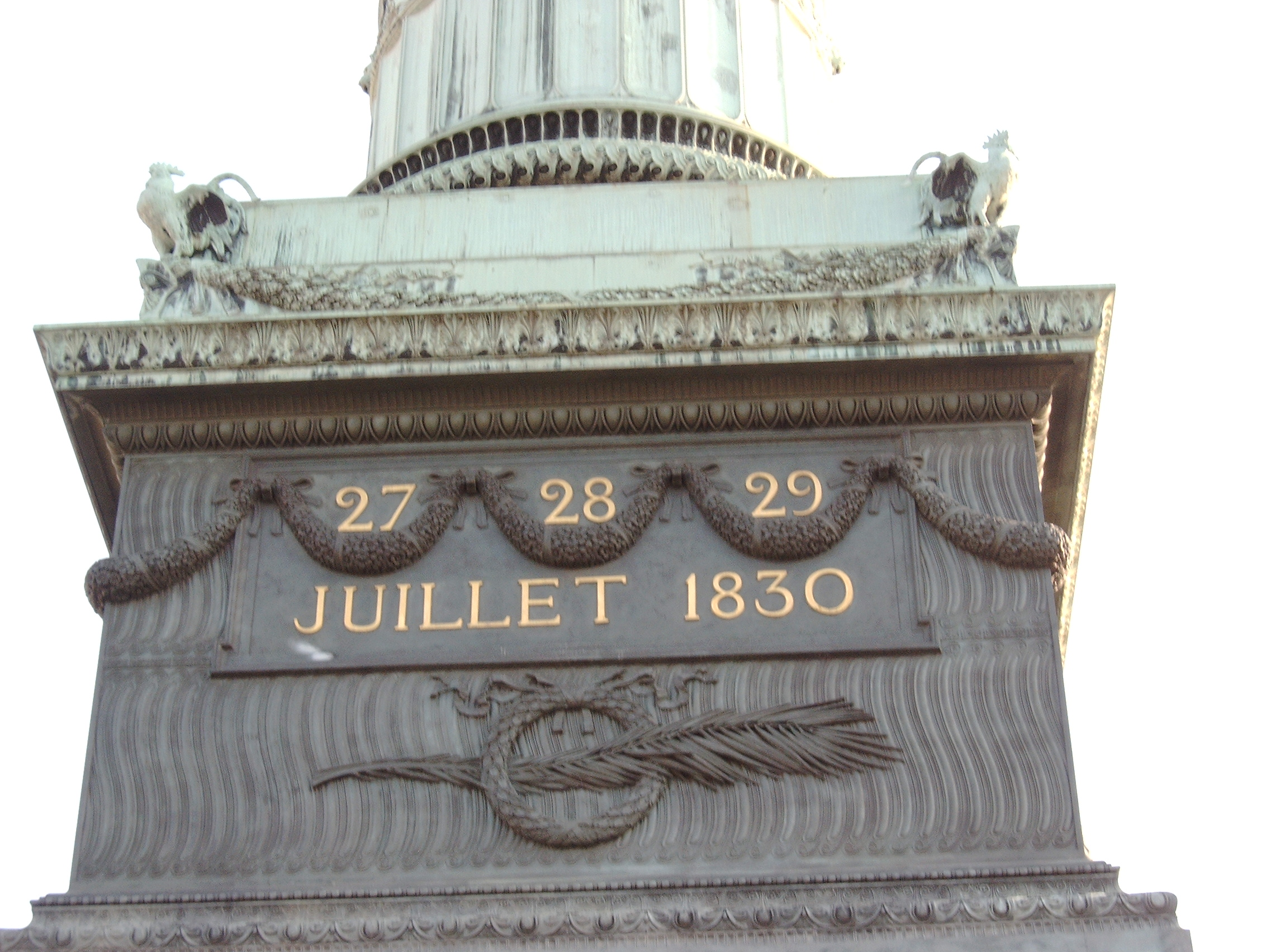

## Artistas e arquitetos relacionados com a Coluna de Julho
- Jacques-Louis David
- Jacques Cellerier
- Jean-Antoine Alavoine
- Joseph-Louis Duc
- Antoine-Louis Barye
- Auguste Dumont
- Hector Berlioz

## Anedotas

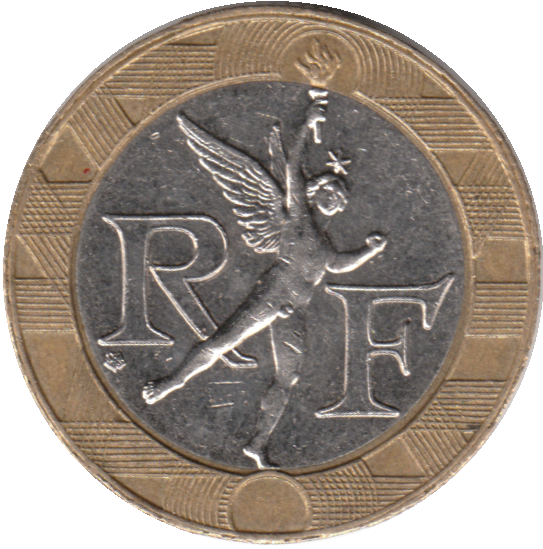
A moeda de dez francos

- A obra original do Gênio da Liberdade foi produzida em 1833, antes da encomenda pública feita a Auguste Dumont para a Coluna de Julho. A escultura em gesso de meio tamanho está exposta no museu de Semur-en-Auxois.[19] Uma reprodução do Gênio da Liberdade está exposta no Museu do Louvre, e foi feita em ferro fundido a partir da maquete de gesso de 1885, após a morte do artista.[18]
- No México, a Columna de la Independencia (Coluna da Independência), apelidada de Ángel de la Independencia (Anjo da Independência), construída em 1910 na Cidade do México para celebrar os heróis da independência mexicana, é uma cópia quase fiel da Coluna de Julho, suspenso por seu Génie de la Bastille (aqui, um Anjo da Independência).
- A última peça de dez francos, Dez francos Génie de la Bastille, representa, portanto, o Genie de la Liberté. A peça foi produzida entre 1988 e 2001.[20]
- O primeiro suicídio solto da coluna um ano após sua inauguração em 1841.[21] Em 20 de abril de 1887, L. Broch, 21, também se jogou do topo da coluna e morreu.[22]

## A coluna de julho na literatura e no cinema

### Literatura
- Em Os Miseráveis de Victor Hugo, Gavroche vive no elefante da Bastilha. E se vê a Coluna de Julho: " Essa chaminé, que se batiza com um nome sonoro e nomeada Coluna de Julho, esse monumento fracassado de uma revolução abortada, ainda estava envolto em 1832 por uma enorme camisa de moldura da qual lamentamos de nossa parte, e um vasto recinto de tábuas, que completava o isolamento do elefante."(Tomo IV, Livro 6, Capítulo 2,"Onde o pequeno Gavroche se aproveita de Napoleão, o Grande[23]")
- Em O Gênio da Bastilha (Les Dames du Faubourg tome III), Jean Diwo conta a história do Faubourg Saint-Antoine na época da ereção da coluna. Faz com que seus personagens sejam testemunhas de sua construção e comenta extensivamente o contexto histórico.

### No cinema
- Uma cena do filme Le Viager (1973), onde Louis Martinet e a família Galipeau sobem na varanda no topo da coluna em 1949. Este acesso agora está fechado ao público.
- Durante a sequência do pesadelo de Todos em busca do gato de Cédric Klapisch, a heroína se vê no topo da Coluna de Julho.
- Durante a sequência da colagem parisiense de Shepard Fairey em Faites le mur !, a Coluna surge sub-repticiamente, o que permite localizar o local de intervenção do artista.
- O filme Les Chansons d'amour (2007) de Christophe Honoré contém uma canção de Alex Beaupain intitulada "La Bastille", que evoca o Gênio da Liberdade na chuva de Paris.

## Acesso
- O acesso ao topo dos 240 degraus da Coluna está agora fechado ao público. A visita ao interior da coluna deve voltar a ser possível a partir de 2020.[24]
- Este local é servido pela estação de metrô Bastille.

### Artigos relacionados
- História da Praça da Bastilha
- Grande sinfonia fúnebre e triunfal